# 長期主義

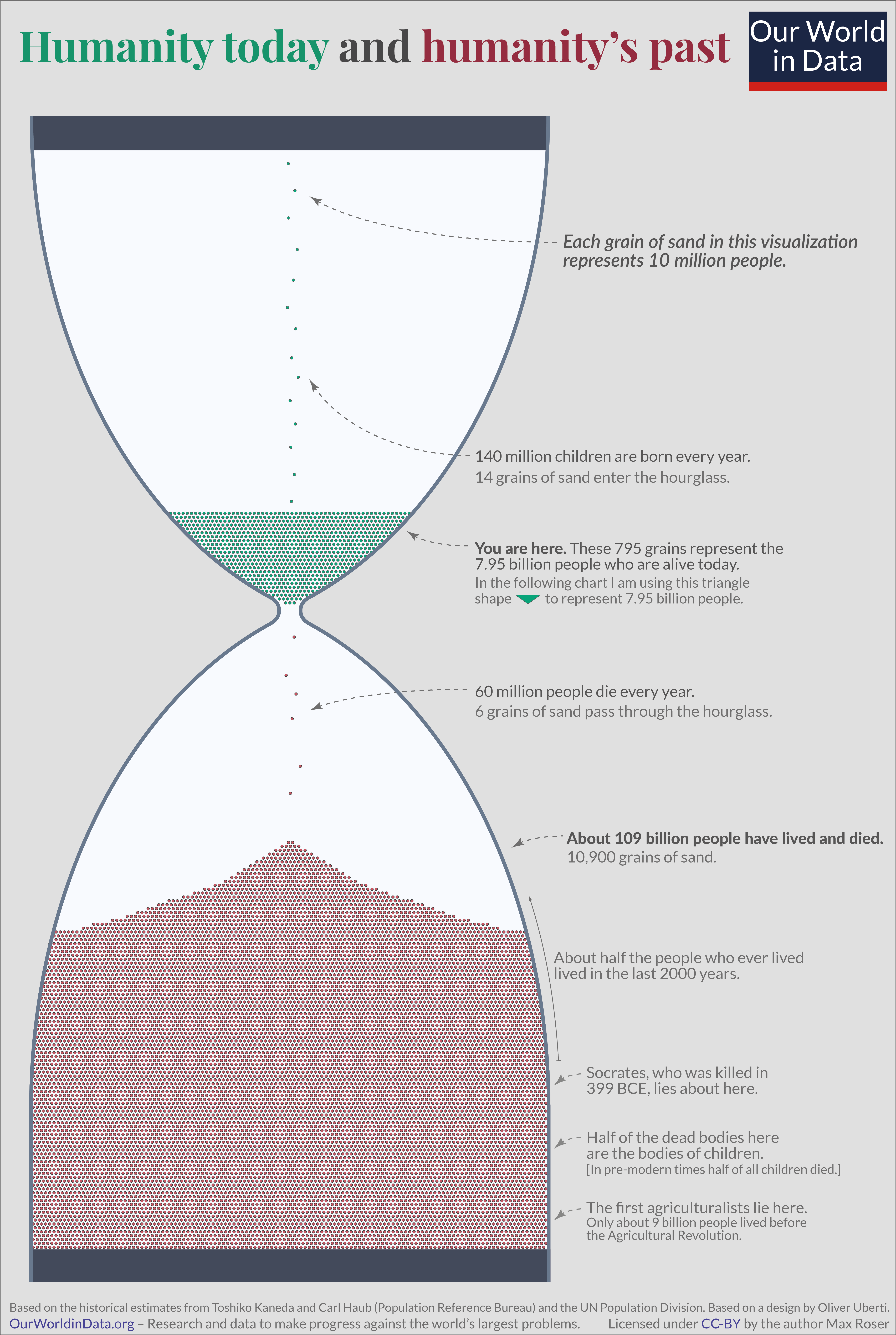
この画像は過去と現在の人間の総人口を比較しており、砂時計の上部が現在生きている人間、下部が過去の人間である。

長期主義（ちょうきしゅぎ、英語: Longtermism）は、遠い未来に良い影響を与えることが、現代における重要な道徳的優先事項であるとする倫理観である。効果的利他主義における重要な概念であり、人類に対する存亡リスクを低減しようとする取り組みの主要な動機となっている。
長期主義の主要な論拠は、次のように要約されている。「未来の人々は、今日生きている人々と同等の道徳的価値を持つ。（中略）未来には、現在生きている人々、あるいは過去に生きていた人々よりも多くの人々が生きている可能性が高い。…私たちは未来の人々の生活に良い影響を与えることができる。」
長期主義を提唱する人々は、これら3つの考えを総合すると、未来の世代が生き残り、繁栄することを保証するのは、今生きている人々の責任であることを示唆していると主張する。

## 定義
哲学者William MacAskillは、長期主義を「遠い未来に良い影響を与えることが、現代における重要な道徳的優先事項であるとする見解」と定義している。彼はこれを、強い長期主義、すなわち「遠い未来に良い影響を与えることが、現代における主要な道徳的優先事項であるとする見解」と区別している。
著書『The Precipice: Existential Risk and the Future of Humanity』の中で、哲学者Toby Ordは長期主義を次のように説明している。「長期主義は私たちの行動が遠い未来に与える影響を特に重視する。私たち自身の世代は、はるかに長い物語の中の一ページに過ぎず、私たちの最も重要な役割は、その物語をどのように形作るか、あるいは形作れないかにあるかもしれないという事実を真剣に受け止めている。人類の可能性を守るために取り組むことは、そのような永続的な影響を与えるための一つの道であり、他にも道があるかもしれない。」さらに、オードは「長期主義は、存亡リスクが閉ざそうとしている広大な未来への道徳的な方向転換によって活気づけられている」と述べている。
存亡リスクを分析するために、ランダム化比較試験のような伝統的な研究手法を用いることは一般的に不可能であるため、ニック・ボストロムのような研究者は、その重要性を推定するために専門家の意見聴取などの方法を用いてきた。オードは、『The Precipice』の中で、いくつかの存在リスクに関する確率推定値を提供している。

## 歴史
「長期主義」という言葉は、2017年頃にオックスフォード大学の哲学者ウィリアム・マカスキルとトビー・オードによって作られた。この見解は、ニック・ボストロム、ニック・ベックステッドらの研究に影響を受けている。この言葉自体は比較的新しいものだが、長期主義のいくつかの側面は、何世紀にも前から考えられてきた。イロコイ連邦の口承憲法であるガヤナーシャゴワは、すべての意思決定において「現在だけでなく、来るべき世代にも常に目を向ける」ことを奨励している。これは、将来の7世代に利益をもたらすように決定を下すべきであるという意味に解釈されている。これらの考えは、デレク・パーフィットの1984年の著書『Reasons and Persons』、ジョナサン・シェルの1982年の著書『The Fate of the Earth』といった思想家によって現代思想の中で再び現れている。